# Nacaeus cordiger
Nacaeus cordiger är en skalbaggsart som beskrevs av Ulrich Irmler 2003. Nacaeus cordiger ingår i släktet Nacaeus och familjen kortvingar. Inga underarter finns listade i Catalogue of Life.